# San Juan de Guadalupe (Durango)
San Juan de Guadalupe es un poblado del estado de Durango, México. Entre sus primeros pobladores se encontraba una pareja, cuyos nombres eran Juan y Guadalupe. En honor a ellos se le nombró al lugar San Juan de Guadalupe. Llegaron a este valle de riqueza potencial en la época virreinal, por el año de 1700. Se localiza en la Comarca Lagunera, y limita con Zacatecas y con Coahuila.

## Escudo San Juan Guadalupe
El escudo oficial es el mismo que tiene también el municipio de Victoria de Durango. Ambos escudos muy parecidos al escudo del estado de Durango. Posee los siguientes elementos: un árbol de roble de color café con follaje abundante en un vivo color verde; dos lobos con actitud de correr en fondo azul; dos ramas de palma color verde a manera de guirnalda en ambos lados del escudo, las que van enlazadas por sus tallos con un moño de color rojo en la parte inferior.
Todo esto enmarcado en un armazón color café bronce; en la parte superior del escudo aparece la corona real de color amarillo oro con piedras azules en sus arcos verticales y piedras en formas de rombo en su base, estas se encuentran incrustadas y alternan en rojo y azul; al interior de la corona se encuentra un forro rojo vivo; finalmente en la parte alta de la corona se remata con una esfera que representa el globo terráqueo rematado por una cruz latina.

## Historia
San Juan de Guadalupe es un municipio que se ha mantenido unido a Durango, gracias a la labor patriótica de sus habitantes, pues en múltiples ocasiones ha despertado la ambición de hombres de otras entidades, quienes buscando ampliar sus propiedades particulares promueven conflictos entre estados vecinos.
Desde la época precolombina, San Juan representó el papel de una zona conflictiva, por corresponder a los límites entre guachichiles, zacatecos e irritilas. El asiento de su actual cabecera municipal, vértice del estado de Durango, fue también el punto de confluencia de las tribus señaladas.
La actividad misionera de los franciscanos en Durango presenta dos etapas. En la primera etapa se les confían los conventos de San Juan del Río y Durango y la que inició al este de la Nueva Vizcaya, el convento de Guadalupe en Zacatecas, con la decadencia de la labor jesuita a partir del siglo XVII. A la segunda etapa corresponde la actividad colonizadora en el área del territorio que se describe; de ahí su nombre, pues la costumbre que establecieron los franciscanos neovizcaínos fue la de denominar San Juan Bautista a sus misiones principales, lo que se puede constatar siguiendo la línea recta que parte de la ciudad de Durango hasta Santa Fe y Nuevo México, con casos similares.
Al comenzar el siglo XVIII se intensificó la actividad colonizadora más allá de la línea vertical que delimitó prácticamente el avance de la ocupación europea, por el lado oriental de Nueva Vizcaya, esa línea parece unir a León Guzmán, Cuencamé y Miguel Auza. Justamente al partido de Cuencamé quedó integrado a San Juan de Guadalupe, hasta que las invasiones de Santiago Vidaurri, entonces Gobernador de Nuevo León, Coahuila y teóricamente Texas, propiciaron la formación de un partido independiente, con las municipalidades de San Juan y San Bartolo, hoy Simón Bolívar.
A Don Bernardo Saldaña se le recuerda en el municipio por su labor al frente de la jefatura política en defensa del territorio durangueño, por las pretensiones de un grupo de zacatecanos de arrebatar parte del municipio, para anexarlo al vecino estado. Todavía en el primer tercio de este siglo se discutieron problemas limítrofes por los reclamos de una familia de la Hacienda de Cedros, en terrenos propios de San Juan de Guadalupe.

## Personajes ilustres

### Elpidio G. Velázquez (1892-1977)
En su régimen como Gobernador de 1940 a 1944, se construyó el edificio del Tecnológico de Durango, el magnífico monumento a la bandera y la carretera Durango-Torreón. Nació en San Juan de Guadalupe, el 12 de mayo de 1892. Cursó la primaria en su tierra y pasó luego a la ciudad de Gómez Palacio, Dgo., donde trabajó como obrero y como empleado en algunos comercios. Cuando estalló la revolución de 1910, se incorporó al movimiento armado, militando a las órdenes de los generales Eugenio Aguirre Benavides, Francisco Espinoza y Mariano López Ortiz de la División del Norte, que comandó el general duranguense don Francisco Villa. Al terminar la lucha armada, continuó su carrera militar y fue subjefe del Estado Mayor del general Lázaro Cárdenas, así como jefe de los regimientos 55 y 64, también desempeñó diversas comisiones militares importantes como director general de las Fábricas de Materiales de Guerra. En el año de 1940 fue elegido Gobernador Constitucional del Estado de Durango. Falleció en Guadalajara Jalisco un 14 de noviembre de 1977, sepultado al día siguiente en la capital del estado Durango, como última voluntad.

### Pánfilo Natera García (1882-1951)
Nació en San Juan de Guadalupe, se unió a la Revolución con Luis Moya en 1910; hizo la campaña de Zacatecas. Luchó contra las fuerzas de Pascual Orozco y en 1913 contra el Gobierno de Huerta; hizo las campañas de Zacatecas, Aguascalientes; Jalisco y Durango; se unió a Francisco Villa, y alcanzó el grado de General.
Asistió a la Convención de Aguascalientes en octubre de 1914. Siguió algún tiempo con Villa pero luego se incorporó a los constitucionalistas en 1915. Fue Gobernador Provisional y Comandante Militar de Zacatecas. Al triunfo del Plan de Agua Prieta, se radicó en México y duró tres años en disponibilidad. Al ocurrir el movimiento delahuertista de 1923 marchó a Zacatecas a organizar el 83.er Regimiento de Caballería.
En 1925 fue Jefe de Comisiones Inspectoras del Ejército, Presidente Suplente del 2º Consejo de Guerra, Comandante de las Zonas Militares en Guerrero y Zacatecas. En 1937 fue Divisionario y murió en 1951 en San Miguel de Allende.

### Bernardo Saldaña (1825 - 1903)
En los meses de septiembre y diciembre de 1858, el entonces Gobernador de Coahuila y Nuevo León, General Santiago Vidaurri, ordenó al ejército de esa entidad (en aquel entonces Coahuila y Nuevo León formaban un solo estado) que se apoderaran de la población de San Juan de Guadalupe, para anexarla al territorio de su jurisdicción.
Bernardo, nativo de esa población y entonces jefe político del partido que tenía la cabecera en ese lugar, y sobre la base de su condición de autoridad, al frente de un grupo de vecinos armados, rechazó la pretendida invasión del Gobierno del Estado de Zacatecas que con diversos pretextos intento apoderarse de la ciudad y territorios del partido de San Juan de Guadalupe.
No solamente se manifestó como un valiente duranguense, defensor de la soberanía del estado, sino fue también un gran impulsor del desarrollo cultural de su pueblo ya que, siendo un rico minero que explotó con buena suerte las minas de la Sierra de Ramírez en ese partido, había acumulado una gran fortuna, lo cual le permitió de su peculio propio fundar a mediados del siglo XIX, la primera escuela primaria que se estableció en San Juan de Guadalupe, contrató maestros de la ciudad de Durango, construyó un edificio escolar y puso a funcionar la escuela de primeras letras que por primera vez abrió sus puertas en 1859.